# Smardaea
Smardaea är ett släkte av svampar som beskrevs av Svr?ek. Smardaea ingår i familjen Pyronemataceae, ordningen skålsvampar, klassen Pezizomycetes, divisionen sporsäcksvampar och riket svampar.
Släktet innehåller bara arten Smardaea planchonis.